# Daria Beliákina
Daria Vasílievna Beliákina –en ruso, Дарья Васильевна Белякина– (Taskent, URSS, 16 de noviembre de 1986) es una deportista rusa que compitió en natación, especialista en el estilo libre.
Ganó una medalla de plata en el Campeonato Mundial de Natación en Piscina Corta de 2012, una medalla de plata en el Campeonato Europeo de Natación de 2008 y dos medallas de bronce en el Campeonato Europeo de Natación en Piscina Corta, en los años 2005 y 2008.

## Palmarés internacional
| Campeonato Mundial en Piscina Corta | Campeonato Mundial en Piscina Corta | Campeonato Mundial en Piscina Corta | Campeonato Mundial en Piscina Corta |
| Año                                 | Lugar                               | Medalla                             | Prueba                              |
| ----------------------------------- | ----------------------------------- | ----------------------------------- | ----------------------------------- |
| 2012                                | Estambul (Turquía)                  | Medalla de plata                    | 4 × 200 m libre                     |
| Campeonato Europeo                  |                                     |                                     |                                     |
| Año                                 | Lugar                               | Medalla                             | Prueba                              |
| 2008                                | Eindhoven (Países Bajos)            | Medalla de plata                    | 4 × 100 m estilos                   |
| Campeonato Europeo en Piscina Corta |                                     |                                     |                                     |
| Año                                 | Lugar                               | Medalla                             | Prueba                              |
| 2005                                | Trieste (Italia)                    | Medalla de bronce                   | 200 m estilos                       |
| 2008                                | Rijeka (Croacia)                    | Medalla de bronce                   | 200 m libre                         |